# 1906 à Paris
 Chronologie de l'histoire de Paris
- 1902
- 1903
- 1904
- 1905
- 1906
- 1907
- 1908
- 1909
- 1910

Cette page concerne l'année 1906 du calendrier grégorien.

## Chronologie

### Janvier 1906
- x

### Février 1906
- x

### Mars 1906
- x

### Avril 1906
- x

### Mai 1906
- x

### Juin 1906
- x

### Juillet 1906
- x

### Août 1906
- x

### Septembre 1906
- 30 septembre : La première coupe aéronautique Gordon Bennett part de Paris, pour rejoindre Fyling-Dales, 641 km plus loin, dans le nord de l'Angleterre. Frank Lahm et Henry Hersey remportent la coupe, au bout d'un voyage de 22 heures et 15 minutes.

### Octobre 1906
- x

### Novembre 1906
- x

### Décembre 1906
- x

## Naissances à Paris en 1906
- 8 mars : Pierre Billotte, militaire et homme politique français († 29 juin 1992).
- 30 octobre : Lita Recio, comédienne française († 13 janvier 2006).

## Décès à Paris en 1906
- x